# Rotten Peaches
Rotten Peaches è un brano composto ed interpretato da Elton John; il testo è di Bernie Taupin. Proviene dall'album del 1971 Madman Across the Water, del quale è la settima traccia.
Il testo sembra parlare di un richiamo all'Onnipotente da parte di uno schiavo o un evaso; il titolo significherebbe alla lettera 'pesche marce'. 
I quotati session men messi in evidenza nel brano sono Rick Wakeman, il chitarrista Chris Spedding, il batterista dei Pentangle Terry Cox, il bassista Herbie Flowers e Diana Lewis al sintetizzatore. Sono inoltre presenti dieci validi cantante di sottofondo, apparsi anche in Tiny Dancer e Holiday Inn.